# Västra halvklotet

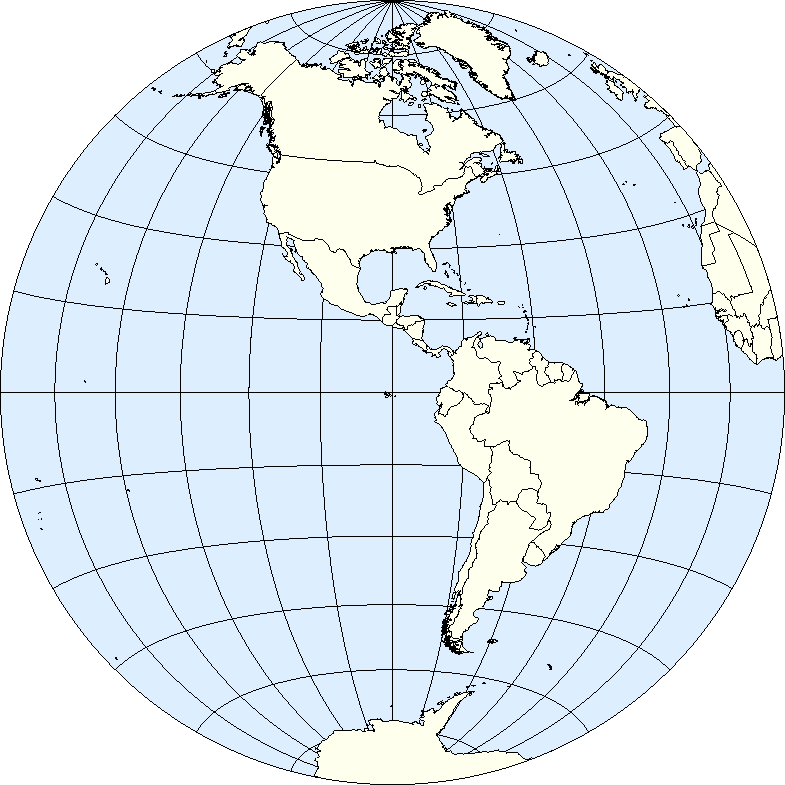
Västra halvklotet.

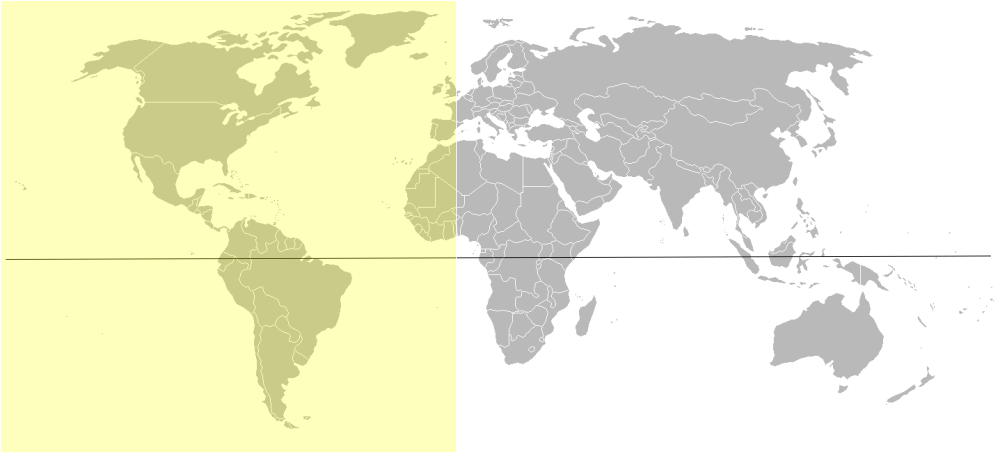
Västra halvklotet, i gult.

Till västra halvklotet eller västra hemisfären räknar man den del av jorden som ligger väster om nollmeridianen och öster om den 180:e meridianen. Geografiskt motsvarar det Nordamerika, Sydamerika, Grönland och delar av nordvästra Afrika samt cirka halva Antarktis. Dessutom omfattas Island, Spanien, Portugal, Irland, Storbritannien samt västligaste Frankrike. Den andra delen av jorden kallas östra halvklotet.

### Fotnoter
1. ↑  ”Hemisphere Map” (på engelska). World Atlas. http://www.worldatlas.com/aatlas/imageh.htm. Läst 23 mars 2015.